# Список персонажей телесериала «Вероника Марс»
Ниже представлен список основных и второстепенных персонажей телесериала «Вероника Марс».

## Основные персонажи

### Вероника Марс
Вероника Марс (англ. Veronica Mars). Роль исполнила Кристен Белл.
Главная героиня сериала, умна, находчива и цинична. Став изгоем после увольнения отца, Вероника выработала защитный рефлекс, научившись давать сдачи своим обидчикам. Раскрыла немало тайн, которые хранили школьники Нептуна-Хай, а также их родители, поэтому нажила себе много врагов. Однако её отец всё ещё пользуется уважением — он открыл частное детективное агентство, где после школы работает Вероника.
Является главным персонажем сериала и появилась во всех его эпизодах.

### Кит Марс
Кит Марс (англ. Keith Mars). Роль исполнил Энрико Колантони.
Бывший шериф Нептуна, а ныне глава маленького частного детективного агентства, в котором работает его дочь. Кит любит Веронику больше всего на свете, и ради неё даже готов отказаться от личной жизни. Стал посмешищем всего города, когда обвинил магната Джейка Кейна в убийстве собственной дочери Лили. Кита мучили сомнения, однако он понимал, что что-то в этом деле нечисто. Его действия привели к тому, что он и Вероника стали изгоями в обществе Нептуна, однако многие сохранили добрую память о тех временах, когда Кит был шерифом и всё ещё верны ему.
Как и Вероника, Кит появился во всех эпизодах сериала.

### Уоллес Финнел
Уоллес Финнел (англ. Walacce Fennel). Роль исполнил Пэрси Дэггз III.
Новичок в школе Нептуна, которого байкеры привязали голым к флагштоку прямо во дворе школы. Вероника единственная, кто не побоявшись мести байкеров, освобождает его. Так начинается дружба Уоллеса и Вероники. Уоллес часто помогал Веронике, когда работал в школьной администрации — он доставал личные дела студентов, информация откуда помогала в ходе расследования многих дел. Всегда приходит на выручку Веронике и может полностью положиться на девушку. После того, как Кит помогает матери Уоллеса разобраться с их квартирантом, между родителями начинается роман, от которого их дети первоначально не в восторге, однако со временем понимают, что это может их сблизить.
Появился в 52 эпизодах: 20 (Сезон 1), 17 (Сезон 2) и 15 (Сезон 3).

### Логан Эколз
Логан Эколз (англ. Logan Echolls). Роль исполнил Джейсон Доринг.
Парень Лили и друг Дункана. Сын актёра-звезды Аарона Эколза. Является негласным лидером «девяток», хотя испытывает огромное количество проблем — начиная с измен Лили, о которых он только догадывался и заканчивая непростыми отношениями в семье. Отец часто жестоко наказывал его за проступки и даже избивал. Винил Аарона в самоубийстве своей матери Линн. После того, как Вероника пыталась доказать, что Линн не погибла, а просто сбежала, начал испытывать к девушке романтические чувства, но после короткого романа Вероника бросила его. Между тем, Логан начал тайно встречаться с молодой мачехой Дика и Кэссиди.
Логан появился во всех эпизодах сериала, кроме 2 серий первого сезона.

### Дункан Кейн
Дункан Кейн (англ. Duncan Kane). Роль исполнил Тэдди Данн.
Бывший парень Вероники и брат Лили. Расстался с Вероникой после того, как узнал, что может быть её братом. Его семья скрывала тот факт, что мальчик страдает от эпилептических припадков, в которых он не может контролировать свои эмоции. Именно поэтому, его родители были уверены, что это он убил свою сестру, хотя это не так.
Хотя последний раз Дункан появился в 11-м эпизоде второго сезона, имя актёра оставалось в главных титрах вплоть до окончания сезона. Также актёр снялся в эпизоде одной из последних серий сезона.

### Элай «Слоник» Наварро
Элай «Слоник» Наварро (англ. Eli «Weevil» Navarro). Роль исполнил Фрэнсис Капра.
Глава местной банды байкеров. Многие ученики школы Нептун боятся его, а с «девятками» у байкеров смертельная вражда. Несмотря на это, Веронике удаётся подружиться со Слоником после того, как они несколько раз выручали друг друга — девушка понимает, что при всём Слоник хороший парень. У него был тайный роман с Лили перед самой её смертью.
Появляется в 39 эпизодах: 17 (Сезон 1), 12 (Сезон 2) и 10 (Сезон 3).

### Джеки Кук
Джеки Кук (англ. Jackie Cook). Роль исполнила Тесса Томпсон.

### Синди «Мак» МакКензи
Синди «Мак» МакКензи (англ. Cindy «Mac» Mackenzie). Роль исполнила Тина Мажорино.
Подруга Вероники, работающая в компьютерном классе школы Нептун. Попросив Веронику найти что-то о своих родителях, с которыми не находит ничего общего, узнаёт, что она выросла в чужой семье — много лет назад две семьи получили от больницы сумму в $1 миллион. Как выяснилось, из-за того, что сотрудники госпиталя перепутали детей и отдали их не в те семьи — место Мак заняла Мэдисон Синклер, самая популярная и избалованная девочка в школе.
Появляется в 24 эпизодах: 4 (Сезон 1), 10 (Сезон 2) и 10 (Сезон 3).

### Дик Касабланкас
Дик Касабланкас (англ. Dick Casablancas). Роль исполнил Райан Хэнсен.
Местный задира и легкомысленный весельчак. Виновен в том, что произошло с Вероникой на вечеринке у Шелли Памрой, где добавил наркотик в стакан своей подружки Мэдисон, а та в свою очередь отдала его Веронике. Плохо относился к своему младшему брату, постоянно оскорбляя и игнорируя его.
Появляется в 52 эпизодах: 10 (Сезон 1), 22 (Сезон 2) и 20 (Сезон 3).

### Кэссиди «Бивер» Касабланкас
Кэссиди «Бивер» Касабланкас (англ. Cassidy «Beaver» Casablancas). Роль исполнил Кайл Галлнер.
Младший брат Дика, которого тот всё время оскорбляет и всячески третирует. Ненавидел своё прозвище «Бивер». В финале первого сезона стало известно, что они с Диком обеспечили алиби Логану, подтвердив, что в день убийства Лили они были в Мексике и вместе занимались сёрфингом.
Начал встречаться с Мак, когда нанял её в качестве технического администратора в компанию, которую он основал вместе со своей мачехой Кэндалл после бегства из страны своего отца. Когда Вероника выяснила, что он стал жертвой сексуального растления со стороны мэра Вуди Гудмана, Кэссиди покончил жизнь самоубийством прямо на глазах Логана и Вероники, спрыгнув с крыши отеля «Нептун Гранд». Также именно он устроил аварию, в которой разбился школьный автобус и погибло несколько студентов Нептун-Хай. Кроме того, был причастен к взрыву самолёта Гудмана и изнасилованию Вероники на вечеринке Шелли Памрой — это выясняется уже во втором сезоне. Кэссиди заразил Веронику хламидиями, которых получил во время сексуального контакта с мэром Гудманом. Пытался убить Веронику, когда правда всплыла наружу.
В третьем сезоне Дик испытывает невероятное чувство вины за то, как он относился к своему брату, признавшись, что они с отцом соревновались, кто первым доведёт Кэссиди до слёз. Ричард Касабланкас-Старший всегда предпочитал своего старшего сына Дика младшему и никогда этого не скрывал. Некоторые критики считают, что Кэссиди — скрытый гомосексуалист. Особенно если учесть, что он отказался от близости с Мак.
Появляется в 15 эпизодах: 3 (Сезон 1), 12 (Сезон 2).

### Паркер Ли
Паркер Ли (англ. Parker Lee). Роль исполнила Джули Гонсало.
Соседка Мак в колледже Хёрста. Стала одной из жертвой насильника — причём Вероника фактически была свидетельницей преступления, хотя считала, что Паркер уединилась со своим парнем. Сначала Паркер не нравится ни Веронике, ни Мак, так как она кажется им глупенькой и слишком легкомысленной, однако со временем они узнают девушку лучше и становятся хорошими друзьями. После того, как Вероника рассталась с Логаном, у Паркер начался с ним роман.
Появляется в 11 эпизодах 3 сезона.

### Стош «Пиз» Пизнарски
Стош «Пиз» Пизнарски (англ. Stosh «Piz» Piznarski). Роль исполнил Крис Лоуэлл.
Сосед Уоллеса по комнате, ведущий на университетском радио. Безумно влюблён в Веронику, однако долгое время не решается ей об этом сказать.
Появляется в 11 эпизодах 3 сезона.

### Шериф Дон Лэмб
Шериф Дон Лэмб (англ. Don Lamb). Роль исполнил Майкл Мани.
Сотрудник полиции города Нептун, который занял место шерифа после ухода Кита Марса. Его продвижению поспособствовало ложное раскрытие дела об убийстве Лили Кейн, когда неизвестный дал по телефону наводку на Эйбла Кунца. Не упускает возможности поиздеваться над Китом и Вероникой, хотя несколько раз был вынужден принять их помощь. Погибает в третьем сезоне.
Появляется в 29 эпизодах: 5 (Сезон 1), 16 (Сезон 2) и 8 (Сезон 3).

## Семьи персонажей

### Лилли Кейн
Лилли Кейн (англ. Lilly Kane). Роль исполнила Аманда Сейфрид.
Старшая сестра Дункана, девушка Логана и лучшая подруга Вероники. Её смерть всколыхнула весь город и стала темой разговоров всей Америки.
Была легкомысленна и имела нескольких тайных любовников, включая байкера «Слоника» Наварро и отца своего парня Логана, звезду Аарона Экхолза, от рук которого и погибла. Лилли нашла его видео-записи, на которых был запечатлён их секс, а возможно и интимная близость с другими женщинами. Решали подразнить Аарона, не раскрывая своих планов относительно записей. В гневе Аарон ударил её по голове и сбежал. Тело Лилли находит Дункан, а через некоторое время домой возвращаются их родителей, решившие, что это Дункан убил свою сестру. Чтобы защитить сына, они заключили сделку с умирающим от рака Эйблом Кунцем, который взял на себя вину за смерть Лилли, чтобы его дочь получила от Кейнов денежную компенсацию.

### Джейк и Селест Кейны
Джейк и Селест Кейны (англ. Jake & Celeste Kane). Роль исполнили Кайл Секор и Лиза Торнхилл.

### Аарон Экхолз
Аарон Экхолз (англ. Aaron Echolls). Роль исполнил Гарри Хэмлин.
Отец Логана и Трины, муж Линн. Кино-звезда, обладатель премии «Оскар». Убил свою любовницу, школьницу Лилли Кейн ударом пепельницей по голове, так как Лилли нашла кассеты с записью их секса и собиралась их обнародовать. Был оправдан по делу об убийстве Лилли и попытке убийства Вероники и Кита Марсов. Его убил начальник службы безопасности «Кейн Индастрис» Кларенс Уидман по заказу Дункана Кейна, находящегося в бегах брата Лилли.

### Линн Экхолз
Линн Экхолз (англ. Lynn Echolls). Роль исполнила Лиза Ринна.
Линн — жена Аарона и мать Логана. Долгое время закрывала глаза на измены мужа, однако после скандала на рождественской вечеринке, когда одна и любовниц Аарона нанесла ему ранение, все СМИ начали на национальном уровне поливать грязью семью Экхолз. Не выдержав давления, Линн спрыгнула с моста посреди белого дня, блокировав своей машиной движение.
Долгое время Логан был уверен, что его мать попросту сбежала, однако Вероника нашла доказательства того, что Линн действительно спрыгнула с моста.

### Трина Экхолз
Трина Экхолз (англ. Trina Echolls). Роль исполнила Элисон Ханниган.
Приемная дочь Арона и Линн Экхолз, старшая сестра Логана

### Кэндалл Касабланкас
Кэндалл Касабланкас (англ. Kendall Casablancas). Роль исполнила Каризма Карпентер.
Мачеха Дика и Бивера. В тайне от мужа встречалась с другом своего пасынка, Логаном. Вместе с Кэссиди открыла свою кампанию после бегства мужа из страны, связанного с обвинениями в мошенничестве. Была застрелена своим возлюбленным Кормаком Фитцпатриком.

### Лиэнн Марс
Мама Вероники.
Ушла из семьи когда Кита обвинили во вранье и уволили с работы.
Болеет алкоголизмом

## Школьники

### Мэг Мэннинг
Мэг Мэннинг (англ. Meg Manning ). Роль исполнила Элона Таль.
Мэг — старшеклассница в Нептун-Хай. Одна из немногих, кто продолжил дружить с Вероникой после скандала, связанного с убийством Лилли и увольнением шерифа Марса. Вероника помогла Мэг узнать, кто подставил её в «тесте на непорочность», из-за которого против Мэг ополчились её парень, друзья и религиозные родители. Мэг встречалась с Дунканом, но после того, как выяснилось, что Дункан и Вероника — не родственники, юноша вернулся к Веронике.
Мэг была одной из тех, кто оказался в автобусе в момент крушения, кроме того — она единственная выжившая. Вскоре выясняется, что Мэг ждёт ребёнка. Между тем, Дункан просит Веронику помочь ей — Мэг сказала, что с одним из детей, за которым она приглядывает, когда работает няней, издеваются родители. Однако Дункан и Вероника с ужасом узнают, что это история произошла с младшей сестрой Мэг. Выйдя из длительной комы, Мэг просит Веронику позаботиться о ребёнке, если с ней что-то случится.
Вскоре Мэг умирает, но ребёнка удаётся спасти. Помня данное обещание, Вероника помогает Дункану скрыться с малышкой, которую он назвал в честь сестры — Лилли. Последнее известное местонахождение Дункана и малышки — Австралия, откуда Дункан дал приказ убить Аарона Экхолза, оправданного по делу об убийстве Лилли Кейн.

### Джиа Гудман
Дочь Вуди Гудмана. Роль исполнила Кристен Риттер.

### Трой Вандерграфф
Роль исполнил Аарон Эшмор

## Жители Нептуна

### Эйбл Кунц
Эйбл Кунц (англ. Abel Koontz). Роль исполнил Кристиан Клименсон.
Отец Амалии Кунц

### Клифф МакКормак
Клифф МакКормак (англ. Cliff McCormack). Роль исполнил Даррен Норрис.
Клифф — государственный служащий, бесплатный адвокат, работавший в конторе шерифа Марса. С тех пор они с Китом очень подружились, часто помогая друг другу в трудных ситуациях. Также часто является адвокатом клиентов агентства «Расследования Марса». Хотя не является главным персонажем сериала, часто играет ключевую роль в некоторых событиях. В эпизоде «The Rapes Of Graff» Клиффа соблазнила девушка-эскорт, нанятая Аароном Экхолзом, чтобы получить дипломат Клиффа, в котором были улики в деле против Логана, а также ключ к сейфу с личными вещами, включая статуэтку «Оскара».

### Вуди Гудман
Мэр города Нептун. В конце второго сезона его самолет подрывает Кэссиди.